# Canada op de Olympische Zomerspelen 2008

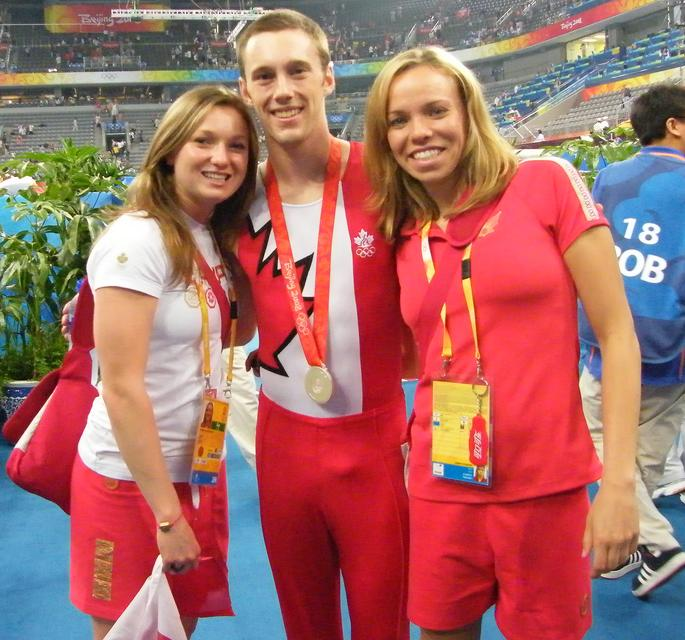
Canadese turners

Canada nam deel aan de Olympische Zomerspelen 2008 in Peking, China. De Canadese selectie bestond uit 332 atleten (186 mannen en 146 vrouwen). Zij kwamen uit in 28 olympische sportdisciplines. Vlakwater kanovaarder Adam van Koeverden was vlaggendrager bij de openingsceremonie.
Canada debuteerde op de tweede Zomerspelen in 1900 en deed nadien aan alle edities van de Zomerspelen deel, behalve die van 1980 toen het zich had angesloten bij de 'Amerikaanse boycot'. Deze editie was de 24e deelname.

## Medailleoverzicht
| Sport          | Olympiër | Onderdeel                  | Medaille |
| -------------- | --- | -------------------------- | -------- |
| Paardensport   | Eric Lamaze | springconcours individueel | Goud     |
| Roeien         | Andrew Byrnes Kyle Hamilton Malcolm Howard Adam Kreek Kevin Light Brian Price Ben Rutledge Dominic Seiterle Jake Wetzel | acht (m)                   | Goud     |
| Worstelen      | Carol Huynh | -48kg vrije stijl (v)      | Goud     |
| Gymnastiek     | Jason Burnett | trampoline (m)             | Zilver   |
| Gymnastiek     | Karen Cockburn | trampoline (v)             | Zilver   |
| Kanovaren      | Adam van Koeverden | K-1 500m (m)               | Zilver   |
| Roeien         | David Calder Scott Frandsen                                                                                             | twee-zonder (m)            | Zilver   |
| Paardensport   | Eric Lamaze Mac Cone Jill Henslewood Ian Miller                                                                         | springconcours team        | Zilver   |
| Schoonspringen | Alexandre Despatie | 3m plank (m)               | Zilver   |
| Schoonspringen | Émilie Heymans | 10m toren (v)              | Zilver   |
| Taekwondo      | Karine Sergerie | -67kg (v)                  | Zilver   |
| Triatlon       | Simon Whitfield | mannen                     | Zilver   |
| Atletiek       | Dylan Armstrong | kogelstoten (m)            | Brons    |
| Atletiek       | Priscilla Lopes-Schliep                                                                                                 | 100m horden (v)            | Brons    |
| Gewichtheffen  | Christine Girard | -63 kg (v)                 | Brons    |
| Kanovaren      | Thomas Hall | C-1 1000m (m)              | Brons    |
| Roeien         | Jon Beare Iain Bramwell Mike Lewis Liam Parsons                                                                         | lichte vier-zonder (m)     | Brons    |
| Roeien         | Tracy Cameron Melanie Kok                                                                                               | lichte dubbel-twee (v)     | Brons    |
| Worstelen      | Tanya Verbeek | -55kg vrije stijl (v)      | Brons    |
| Zwemmen        | Ryan Cochrane | 1500m vrije slag (m)       | Brons    |

## Deelnemer en resultaten

### Atletiek
| Olympiër                                                | Onderdeel                | Resultaat | Prestatie |
| ------------------------------------------------------- | ------------------------ | --------- | --- |
| Pierre Browne                                           | 100m (m)                 | 34e       | serie 4: 2de in 10,22 kwartfinale 1: 6de in 10,36 |
| Anson Henry                                             | 100m (m)                 | 30e       | serie 7: 4de in 10,37 kwartfinale 4: 7de in 10,33 |
| Bryan Barnett                                           | 200m (m)                 | 34e       | serie 6: niet gefinisht |
| Jared Connaughton                                       | 200m (m)                 | 14e       | serie 8: 3de in 20,60 kwartfinale 1: 5de in 20,45 halve finale 1: 7de in 20,58 |
| Tyler Christopher                                       | 400m (m)                 | 28e       | serie 6: 5de in 45,67 |
| Gary Reed                                               | 800m (m)                 | 4e        | serie 5: 3de in 1.46,02 halve finale 3: 2de in 1.45,85 finale: 4de in 1.44,94 |
| Achraf Tadili                                           | 800m (m)                 | 47e       | serie 6: 6de in 1.48,87 |
| Nathan Brannen                                          | 1500m (m)                | 15e       | serie 2: 2de in 3.41,45 halve finale 1: 9de in 3.39,10 |
| Taylor Milne                                            | 1500m (m)                | 32e       | serie 1: 9de in 3.41,56 |
| Kevin Sullivan                                          | 1500m (m)                | 18e       | serie 4: 4de in 3.36,05 halve finale 2: 8ste in 3.40,30 |
| Kevin Sullivan                                          | 5000m (m)                | 34e       | serie 2: 11de in 14.09,16 |
| Eric Gillis                                             | 10000m (m)               | 33e       | 29:08.10 |
| Pierre Browne Jared Connaughton Anson Henry Hank Palmer | 4x100m (m)               | 6e        | serie 2: 2de in 38,77 finale: 6de in 38,66 |
| Tim Berrett                                             | 50km snelwandelen (m)    | 38e       | 4:08.18 |
| Michael Mason                                           | hoogspringen (m)         | 19e       | kwalificatie groep B: 8ste met 2,25m |
| Dylan Armstrong                                         | kogelstoten (m)          | Brons     | kwalificatie groep A: 3de met 20,43m finale: 3de met 21,04m (NR) |
| Scott Russell                                           | speerwerpen (m)          | 10e       | kwalificatie groep A: 1ste met 80,42m finale: 10de met 80,90m |
| James Steacy                                            | kogelslingeren (m)       | 10e       | kwalificatie groep B: 7de met 76,32m finale: 10de met 75,72m |
| Massimo Bertocchi                                       | tienkamp (m)             | 18e       | 100m: 14de in 11,00 (861 punten) verspringen: 21ste met 7,05m (826 punten) kogelstoten: 21ste met 14,10m (734 punten) hoogspringen: 29ste met 1,90m (714 punten) 400m: 9de in 48,72 (875 punten) 110m horden: 11de in 14,32 (934 punten) discuswerpen: 15de met 44,91m (765 punten) polsstokhoogspringen: 12de met 4,70m (819 punten) speerwerpen: 24ste met 45,33m (520 punten) 1500m: 14de in 4.42,26 (666 punten) totaal: 7714 punten |
|                                                         |                          |           | |
| Adrienne Power                                          | 200m (v)                 | 27e       | serie 5: 5de in 23,40 kwartfinale 3: 6de in 23,51 |
| Carline Muir                                            | 400m (v)                 | 20e       | serie 2: 3de in 51,55 halve finale 2: 7de in 52,37 |
| Megan Metcalfe                                          | 5000m (v)                | 14e       | serie 2: 8ste in 15.11,23 finale: 14de in 17.06,82 |
| Priscilla Lopes-Schliep                                 | 100m horden (v)          | Brons     | serie 2: 2de in 12,75 halve finale 1: 3de in 12,68 finale: 3de in 12,64 |
| Angela Whyte                                            | 100m horden (v)          | 23e       | serie 3: 5de in 13,11 |
| Ruky Abdulai                                            | verspringen (v)          | 26e       | kwalificatie groep B: 12de met 6,41m |
| Tabia Charles                                           | verspringen (v)          | 10e       | kwalificatie groep A: 5de met 6,61m finale: 10de met 6,47m |
| Nicole Forrester                                        | hoogspringen (v)         | 19e       | kwalificatie groep B: 10de met 1,89m |
| Kelsie Hendry                                           | polsstokhoogspringen (v) | 18e       | kwalificatie groep B: 10de met 4,30m |
| Sultana Frizell                                         | kogelslingeren (v)       | 33e       | kwalificatie groep A: 17de met 65,44m |
| Jessica Zelinka                                         | zevenkamp (v)            | 5e        | 100m horden: 2de in 12,97 (1129 punten) hoogspringen: 12de met 1,77m (941 punten) kogelstoten: 15de met 13,79m (780 punten) 200m: 4de in 23,64 (1016 punten) verspringen: 14de met 6,12m (887 punten) speerwerpen: 13de met 43,91m (742 punten) 800m: 3de in 2.07,95 (995 punten) totaal: 6490 punten (NR) |

### Badminton
| Olympiër                 | Onderdeel      | Resultaat | Prestatie |
| ------------------------ | -------------- | --------- | --- |
| Andrew Dabeka            | enkelspel (m)  | 33e       | 1ste ronde: V van KOR Park: 11-21, 11-21                                                                                         |
|                          |                |           | |
| Anna Rice                | enkelspel (v)  | 9e        | 1ste ronde: W van USA Lee: 21-15, 19-21, 21-19 2de ronde: W van SUI Cicognini: 21-10, 21-13 3de ronde: V van CHN Lu: 7-21, 12-21 |
|                          |                |           | |
| Mike Beres Valerie Loker | dubbelspel (g) | 9e        | 1ste ronde: V van THA Prapakamol/Thungthongkam: 9-21, 9-21                                                                       |

### Boksen
| Olympiër     | Onderdeel | Resultaat | Prestatie                               |
| ------------ | --------- | --------- | --------------------------------------- |
| Adam Trupish | -69kg (m) | 33e       | 1ste ronde: V van KAZ Sarsekbayev: 1-20 |

### Boogschieten
| Olympiër                                    | Onderdeel       | Resultaat | Prestatie |
| ------------------------------------------- | --------------- | --------- | --- |
| John-David Burnes                           | individueel (m) | 33e       | plaatsingsronde: 50ste met 644 punten 1ste ronde: V van USA Ellison: 89-111                                                                          |
| Crispin Duenas                              | individueel (m) | 33e       | plaatsingsronde: 16de met 664 punten 1ste ronde: V van SWE Petersson: 108-108 (18-19)                                                                |
| Jason Lyon                                  | individueel (m) | 47e       | plaatsingsronde: 47ste met 646 punten 1ste ronde: W van CHN Wue: 111-106 2de ronde: W van USA Ellison: 113-107 3de ronde: V van RUS Badënov: 140-157 |
| John-David Burnes Crispin Duenas Jason Lyon | team (m)        | 9e        | plaatsingsronde: 11de met 1954 punten 1ste ronde: V van Italië: 217-219                                                                              |
|                                             |                 |           | |
| Marie-Pier Beaudet                          | individueel (v) | 17e       | plaatsingsronde: 34ste met 628 punten 1ste ronde: W van IND Banerjee: 109-109 (5-4) 2de ronde: V van KOR Yun: 107-114                                |

### Gewichtheffen
| Olympiër               | Onderdeel | Resultaat | Prestatie                                                        |
| ---------------------- | --------- | --------- | ---------------------------------------------------------------- |
| Jasvir Singh           | -62kg (m) | 12e       | trekken: 16de met 115 kg stoten: 12de met 151 kg totaal: 266 kg  |
| Francis Luna-Grenier   | -69kg (m) | 17e       | trekken: 21ste met 131 kg stoten: 17de met 162 kg totaal: 293 kg |
|                        |           |           |                                                                  |
| Marilou Dozois-Prevost | -48kg (v) | 10e       | trekken: 10de met 76 kg stoten: 10de met 90 kg totaal: 166 kg    |
| Christine Girard       | -63kg (v) | Brons     | trekken: 6de met 102 kg stoten: 5de met 126 kg totaal: 228 kg    |
| Jeane Lassen           | -75kg (v) | 8e        | trekken: 10de met 105 kg stoten: 5de met 135 kg totaal: 240 kg   |

### Gymnastiek
| Olympiër                                                                          | Onderdeel                | Resultaat | Prestatie |
| Ritmisch                                                                          | Ritmisch                 | Ritmisch  | Ritmisch |
| --------------------------------------------------------------------------------- | ------------------------ | --------- | --- |
| Alexandra Orlando                                                                 | individueel (v)          | 18e       | kwalificatie: touw: 19de met 15,675 punten hoepel: 14de met 16,550 punten knotsen: 18de met 16,175 punten lint: 20ste met 15,225 punten totaal: 63,625 punten |
| Trampoline                                                                        |                          |           | |
| Jason Burnett                                                                     | mannen                   | Zilver    | kwalificatie: 7de 1ste ronde: 14de met 28,50 punten 2de ronde: 1ste met 41,20 punten totaal: 69,70 punten finale: 2de met 40,70 punten                        |
|                                                                                   |                          |           | |
| Karen Cockburn                                                                    | vrouwen                  | Zilver    | kwalificatie: 4de 1ste ronde: 10de met 28,60 punten 2de ronde: 2de met 37,0 punten totaal: 65,60 punten finale: 2de met 37,00 punten                          |
| Rosannagh MacLennan                                                               | vrouwen                  | 7e        | kwalificatie: 3de 1ste ronde: 3de met 29,90 punten 2de ronde: 6de met 36,1 punten totaal: 66,00 punten finale: 7de met 35,50 punten                           |
| Turnen                                                                            |                          |           | |
| Nathan Gafuik                                                                     | meerkamp individueel (m) | 17e       | kwalificatie: 20ste met 87,925 punten finale: 17de met 89,625 punten                                                                                          |
| Adam Wong                                                                         | meerkamp individueel (m) | 15e       | kwalificatie: 24ste met 89,125 punten finale: 15de met 89,800 punten                                                                                          |
| Nathan Gafuik Grant Golding David Kikuchi Brandon O'Neill Kyle Shewfelt Adam Wong | meerkamp team (m)        | 9e        | 358,975 punten |
|                                                                                   |                          |           | |
| Nansy Damianova                                                                   | meerkamp individueel (v) | 38e       | kwalificatie: 38ste met 56,700 punten |
| Elyse Hopfner-Hibbs                                                               | meerkamp individueel (v) | 19e       | kwalificatie: 19de met 58,650 punten finale: 16de met 58,375 punten                                                                                           |

### Hockey
| Olympiër | Onderdeel | Resultaat | Prestatie |
| --- | --------- | --------- | --- |
| Mike Mahood Anthony Wright Scott Tupper Marian Schole Ken Pereira Wayne Fernandes Peter Short Rob Short Scott Sandison Connor Grimes Paul Wettlaufer Mark Pearson Ranjeev Deol Ravinder Kahlon Bindi Kullar Gabbar Singh | mannen    | 10e       | groep B: 5de V van Australië: 1-6 V van Pakistan: 1-3 V van Nederland: 2-4 G van Groot-Brittannië: 1-1 W van Zuid-Afrika: 5-3 9-10de plek: V van België: 0-3 |

| Groep B |                  |             |             |             |             |            |            |            |        |
| #       | Land             | Wedstrijden | Wedstrijden | Wedstrijden | Wedstrijden | Doelpunten | Doelpunten | Doelpunten | Punten |
| #       | Land             | G           | W           | G           | V           | V          | T          | Saldo      | Punten |
| 1       | Nederland        | 5           | 4           | 1           | 0           | 16         | 6          | +10        | 13     |
| 2       | Australië        | 5           | 3           | 2           | 0           | 24         | 7          | +17        | 11     |
| 3       | Groot-Brittannië | 5           | 2           | 2           | 1           | 10         | 7          | +3         | 8      |
| 4       | Pakistan         | 5           | 2           | 0           | 3           | 11         | 13         | −2         | 6      |
| 5       | Canada           | 5           | 1           | 1           | 3           | 10         | 17         | −7         | 4      |
| 6       | Zuid-Afrika      | 5           | 0           | 0           | 5           | 4          | 25         | −21        | 0      |

| Ronde       | Datum  | Plaats           | Land | Score       | Land |
| ----------- | ------ | ---------------- | ---- | ----------- | ---- |
| Groepsfase  |        |                  |      |             |      |
| 11 augustus | Peking | Australië        | 6-1  | Canada      |      |
| 13 augustus | Peking | Canada           | 1-3  | Pakistan    |      |
| 15 augustus | Peking | Nederland        | 4-2  | Canada      |      |
| 17 augustus | Peking | Groot-Brittannië | 1-1  | Canada      |      |
| 19 augustus | Peking | Canada           | 5-3  | Zuid-Afrika |      |
| 9-10de plek |        |                  |      |             |      |
| 21 augustus | Peking | België           | 3-0  | Canada      |      |

### Honkbal
| Olympiër | Onderdeel | Resultaat | Prestatie |
| --- | --------- | --------- | --- |
| James Avery Chris Begg T. J. Burton Stubby Clapp Rheal Cormier David Corrente David Davidson Emerson Frostad Emmanuel Garcia Steve Green Mike Johnson Brett Lawrie Jonathan Lockwood Brooks McNiven Ryan Radmanovich ^Chris Reitsma Chris Robinson Matt Rogelstad Michael Saunders Adam Stern Scott Thorman Jimmy Van Ostrand Nick Weglarz | mannen    | 33e       | groepsfase: 6de W van China: 10-0 V van Cuba: 6-7 V van Zuid-Korea: 0-1 V van Verenigde Staten: 4-5 V van Japan: 0-1 W van Nederland: 4-0 V van Chinees Taipei: 5-6 |

| Groepsfase |                  |             |             |             |
| #          | Land             | Wedstrijden | Wedstrijden | Wedstrijden |
| #          | Land             | G           | W           | V           |
| 1          | Zuid-Korea       | 7           | 7           | 0           |
| 2          | Cuba             | 7           | 6           | 1           |
| 3          | Verenigde Staten | 7           | 5           | 2           |
| 4          | Japan            | 7           | 4           | 3           |
| 5          | Chinees Taipei   | 7           | 2           | 5           |
| 6          | Canada           | 7           | 2           | 5           |
| 7          | Nederland        | 7           | 1           | 6           |
| 8          | China            | 7           | 1           | 6           |

| Ronde       | Datum  | Plaats | Land | Score            | Land |
| ----------- | ------ | ------ | ---- | ---------------- | ---- |
| Groepsfase  |        |        |      |                  |      |
| 13 augustus | Peking | Canada | 10-0 | China            |      |
| 14 augustus | Peking | Canada | 6-7  | Cuba             |      |
| 15 augustus | Peking | Canada | 0-1  | Zuid-Korea       |      |
| 16 augustus | Peking | Canada | 4-5  | Verenigde Staten |      |
| 18 augustus | Peking | Canada | 0-1  | Japan            |      |
| 19 augustus | Peking | Canada | 4-0  | Nederland        |      |
| 20 augustus | Peking | Canada | 5-6  | Chinees Taipei   |      |

### Judo
| Olympiër          | Onderdeel  | Resultaat | Prestatie |
| ----------------- | ---------- | --------- | --- |
| Frazer Will       | -60kg (m)  | 7e        | voorronde: vrij 1ste ronde: V van NED Houkes: yuko herkansingen: W van GRE Alexanidis: ippon herkansingen 2: W van VEN Guédez: ippon herkansingen 3: V van UZB Sobirov: yuko |
| Sasha Mehmedovic  | -66kg (m)  | 9e        | voorronde: vrij 1ste ronde: W van ECU Ibáñez: yuko 2de ronde: V van FRA Darbelet: koka herkansingen: W van MAR Rguig: waza-ari herkansingen 2: V van RUS Gadanov: ippon      |
| Nicholas Tritton  | -73kg (m)  | 21e       | 1ste ronde: V van POR Pina: yuko |
| Keith Morgan      | -100kg (m) | 17e       | 1ste ronde: W van DOM Diek: ippon 2de ronde: V van ROU Brata: ippon |
|                   |            |           | |
| Marylise Levesque | -78kg (v)  | 7e        | 1ste ronde: vrij 2de ronde: W van AUS Grant: ippon kwartfinale: V van CHN Yang: ippon herkansingen: V van MGL Lkhamdegd: waza-ari                                            |

### Kanovaren
| Olympiër                                                                    | Onderdeel     | Resultaat | Prestatie |
| Slalom                                                                      | Slalom        | Slalom    | Slalom |
| --------------------------------------------------------------------------- | ------------- | --------- | --- |
| James Cartwright                                                            | C-1 (m)       | 13e       | voorronde: 1ste ronde: 12de met 93,83 2de ronde: 13de met 90,80 totaal: 184,63                                                                      |
| David Ford                                                                  | K-1 (m)       | 6e        | voorronde: 13de 1ste ronde: 6de met 85,35 2de ronde: 17de met 89,49 totaal: 174,84 halve finale: 6de met 88,46 finale: 5de met 89,89 totaal: 178,35 |
|                                                                             |               |           | |
| Sarah Boudens                                                               | K-1 (v)       | 19e       | voorronde: 1ste ronde: 18de met 158,99 2de ronde: 15de met 109,68 totaal: 268,67                                                                    |
| Sprint                                                                      |               |           | |
| Mark Oldershaw                                                              | C-1 500m (m)  | 10e       | serie 2: 2de in 1.48,817 halve finale 2: 4de in 1.52,649                                                                                            |
| Thomas Hall                                                                 | C-1 1000m (m) | Brons     | serie 3: 4de in 4.05,198 halve finale 1: 1ste in 3.58,820 finale: 3de in 3.53,653                                                                   |
| Gabriel Beauchesne-Sevigny Andrew Russell                                   | C-2 500m (m)  | 5e        | serie 2: 5de in 1.43,189 halve finale: 3de in 1.42,921 finale: 5de in 1.42,450                                                                      |
| Gabriel Beauchesne-Sevigny Andrew Russell                                   | C-2 1000m (m) | 6e        | serie 1: 3de in 3.43,491 finale: 6de in 3.41,165 |
| Adam van Koeverden                                                          | K-1 500m (m)  | Zilver    | serie 1: 1ste in 1.35,554 halve finale 1: 1ste in 1.42,438 finale: 1de in 1.37,360                                                                  |
| Adam van Koeverden                                                          | K-1 1000m (m) | 8e        | serie 2: 1ste in 3.29,622 finale: 8ste in 3.31,793                                                                                                  |
| Richard Dober Jr. Andrew Willows                                            | K-2 500m (m)  | 6e        | serie 2: 4de in 1.30,234 halve finale: 1ste in 1.31,232 finale: 6de in 1.30,857                                                                     |
| Ryan Cuthbert Steve Jorens                                                  | K-2 1000m (m) | 10e       | serie 2: 7de in 3.29,037 halve finale: 5de in 3.26,635                                                                                              |
| Rhys Hill Angus Mortimer Christopher Pellini Brady Reardon                  | K-4 1000m (m) | 9e        | serie 2: 5de in 3.06,811 halve finale: 3de in 3.02,572 finale: 9de in 3.01,630                                                                      |
|                                                                             |               |           | |
| Karen Furneaux                                                              | K-1 500m (v)  | 17e       | serie 1: 7de in 1.54,065 halve finale 2: 7de in 1.55,145                                                                                            |
| Mylanie Barre Kristin Gauthier                                              | K-2 500m (v)  | 15e       | serie 2: 4de in 1.46,129 halve finale: 9de in 1.47,510                                                                                              |
| Genevieve Beauchesne-Sevigny Emilie Fournel Karen Furneaux Kristin Gauthier | K-4 500m (v)  | 10e       | serie 2: 5de in 1.39,366 halve finale: 4de in 1.38,224                                                                                              |

### Moderne vijfkamp
| Olympiër       | Onderdeel | Resultaat | Prestatie |
| -------------- | --------- | --------- | --- |
| Josh Riker-Fox | mannen    | 24e       | schietsport: 32ste met 171 punten (988 punten) schermen: 24ste met 15 overwinningen (760 punten) zwemmen: 32ste in 2.11,54 (1224 punten) paardensport: 8ste met 108 strafpunten (1092 punten) atletiek: 18de in 9.33,46 (1108 punten) totaal: 5172 punten  |
|                |           |           | |
| Kara Grant     | vrouwen   | 31e       | schietsport: 16de met 178 punten (1072 punten) schermen: 24ste met 15 overwinningen (760 punten) zwemmen: 36ste in 2.45,26 (940 punten) paardensport: 25ste met 140 strafpunten (1060 punten) atletiek: 16de in 10.44,45 (1144 punten) totaal: 4976 punten |
| Monica Pinette | vrouwen   | 27e       | schietsport: 2de met 187 punten (1180 punten) schermen: 33ste met 11 overwinningen (664 punten) zwemmen: 34ste in 2.29,95 (1124 punten) paardensport: 14de met 56 strafpunten (1144 punten) atletiek: 23ste in 11.00,45 (1080 punten) totaal: 5192 punten  |

### Paardensport
| Olympiër                                                                   | Onderdeel   | Resultaat | Prestatie |
| Dressuur                                                                   | Dressuur    | Dressuur  | Dressuur |
| -------------------------------------------------------------------------- | ----------- | --------- | --- |
| Jacqueline Brooks                                                          | individueel | 29e       | Grand Prix: 29ste met 63,750% |
| Ashley Holzer                                                              | individueel | 14e       | Grand Prix: 19de met 67,042% Grand Prix Special: 15de met 68,760% Grand Prix vrije stijl: 12de met 71,450% totaal: 70,105%                                                                  |
| Leslie Reid                                                                | individueel | 44e       | Grand Prix: 44ste met 59,750% |
| Jacqueline Brooks Ashley Holzer Leslie Reid                                | team        | 9e        | Grand Prix: 9de met 63,514% |
| Eventing                                                                   |             |           | |
| Kyle Carter                                                                | individueel | 35e       | dressuur: 61ste met 63,50 strafpunten cross-country: 18de met 18,4 strafpunten springconcours: 45ste met 14 strafpunten totaal: 95,90 strafpunten                                           |
| Sandra Donnelly                                                            | individueel | 30e       | dressuur: 58ste met 60,20 strafpunten cross-country: 26ste met 24,0 strafpunten springconcours: 32ste met 8 strafpunten totaal: 92,20 strafpunten                                           |
| Selena O'Hanlon                                                            | individueel | 45e       | dressuur: 20ste met 44,10 strafpunten cross-country: 56ste met 76,8 strafpunten springconcours: 41ste met 12 strafpunten totaal: 132,90 strafpunten                                         |
| Samantha Taylor                                                            | individueel | 55e       | dressuur: 66ste met 70,70 strafpunten cross-country: 60ste met 109,6 strafpunten springconcours: 32ste met 8 strafpunten totaal: 188,30 strafpunten                                         |
| Michael Winter                                                             | individueel | 51e       | dressuur: 28ste met 48,90 strafpunten cross-country: 57ste met 76,8 strafpunten springconcours: 48ste met 20 strafpunten totaal: 145,70 strafpunten                                         |
| Kyle Carter Sandra Donnelly Selena O'Hanlon Samantha Taylor Michael Winter | team        | 9e        | dressuur: 9de met 153,20 strafpunten cross-country: 10de met 119,2 strafpunten springconcours: 9de met 34 strafpunten totaal: 321,00 strafpunten                                            |
| Springconcours                                                             |             |           | |
| Mac Cone                                                                   | individueel | DNF       | kwalificatie: 1ste ronde: 1ste met 0 strafpunten 2de ronde: 34ste met 12 strafpunten |
| Jill Henselwood                                                            | individueel | DNF       | kwalificatie: 23ste 1ste ronde: 13de met 1 strafpunt 2de ronde: 51ste met 18 strafpunten 3de ronde: 39ste met 19 strafpunten totaal: 38 strafpunten                                         |
| Eric Lamaze                                                                | individueel | Goud      | kwalificatie: 1ste 1ste ronde: 1ste met 0 strafpunten 2de ronde: 1ste met 0 strafpunten 3de ronde: 7de met 4 strafpunten totaal: 4 strafpunten finale: 1ste ronde: 11de met 4 strafpunten   |
| Ian Millar                                                                 | individueel | 23e       | kwalificatie: 6de 1ste ronde: 26ste met 4 strafpunten 2de ronde: 8ste met 4 strafpunten 3de ronde: 1ste met 0 strafpunten totaal: 8 strafpunten finale: 1ste ronde: 22ste met 8 strafpunten |
| Mac Cone Jill Henselwood Eric Lamaze Ian Millar                            | team        | Zilver    | 1ste ronde: 4de met 16 strafpunten 2de ronde: 1ste met 4 strafpunten jump-off: 2de met 4 strafpunten                                                                                        |

### Roeien
| Olympiër | Onderdeel              | Resultaat | Prestatie                                                                       |
| --- | ---------------------- | --------- | ------------------------------------------------------------------------------- |
| Douglas Vandor Cameron Sylvester | lichte dubbel-twee (m) | 12e       | serie 3: 2de in 6.17,58 halve finale 1: 6de in 6.49,28 finale B: 6de in 6.40,80 |
| Dave Calder Scott Frandsen | twee-zonder (m)        | Zilver    | serie 1: 3de in 6.54,88 halve finale 1: 1ste in 6.34,02 finale: 2de in 6.39,55  |
| Jon Beare Iain Brambell Mike Lewis Liam Parsons | lichte dubbel-vier (m) | Brons     | serie 2: 2de in 5.52,13 halve finale 1: 2de in 6.07,86 finale: 3de in 5.50,09   |
| Andrew Byrnes Kyle Hamilton Malcolm Howard Adam Kreek Kevin Light Brian Price Ben Rutledge Dominic Seiterle Jake Wetzel                                  | acht (m)               | Goud      | serie 1: 1ste in 5.27,69 finale: 1ste in 5.23,89                                |
| |                        |           |                                                                                 |
| Tracy Cameron Melanie Kok | lichte dubbel-twee (v) | Brons     | serie 2: 2de in 6.54,07 halve finale 2: 1ste in 7.10,70 finale: 3de in 6.56,68  |
| Zoe Hoskins Sabrina Kolker | twee-zonder (v)        | 9e        | serie 1: 5de herkansingen: 4de in 7.40,22 finale B: 3de in 7.37,27              |
| Rachelle de Jong Anna-Marie de Zwager Krista Guloien Janine Hanson                                                                                       | dubbel-vier (v)        | 8e        | serie 1: 3de in 6.23,27 herkansingen: 5de in 6.46,60 finale B: 2de in 6.28,78   |
| Sarah Bonikowsky / Ashley Brzozowicz Heather Mandoli Darcy Marquardt Andréanne Morin Jane Rumball Romina Stefancic Lesley Thompson-Willie Buffy Williams | acht (v)               | 4e        | serie 1: 3de in 6.12,68 herkansingen: 1ste in 6.10,50 finale: 4de in 6.08,04    |

### Schermen
| Olympiër                                                              | Onderdeel      | Resultaat | Prestatie                                                                                                |
| --------------------------------------------------------------------- | -------------- | --------- | --- |
| Igor Tikhomirov                                                       | degen (m)      | 9e        | 1ste ronde: vrij 2de ronde: W van UKR Chvorost: 15-11 3de ronde: V van FRA Jeannet: 7-15                 |
| Josh McGuire                                                          | floret (m)     | 9e        | 1ste ronde: W van ISR Or: 11-10 2de ronde: V van ITA Sanzo: 3-15                                         |
| Philippe Beaudry                                                      | sabel (m)      | 17e       | 1ste ronde: W van EGY Fathy: 15-8 2de ronde: V van ITA Montano: 4-15                                     |
|                                                                       |                |           | |
| Sherraine Schalm                                                      | degen (v)      | 9e        | 1ste ronde: vrij 2de ronde: V van HUN Mincza-Nébald: 13-15                                               |
| Jujie Luan                                                            | floret (v)     | 17e       | 1ste ronde: W van TUN Boubakri: 15-9 2de ronde: V van HUN Mohamed: 3-15                                  |
| Julie Cloutier                                                        | sabel (v)      | 17e       | 1ste ronde: V van GER Bujdoso: 2-15                                                                      |
| Olga Ovtchinnikova                                                    | sabel (v)      | 9e        | 1ste ronde: vrij 2de ronde: W van KOR Lee: 15-13 3de ronde: V van TUN Besbes: 12-15                      |
| Sandra Sassine                                                        | sabel (v)      | 17e       | 1ste ronde: W van RSA Wood: 15-2 2de ronde: V van USA Zagunis: 10-15                                     |
| Julie Cloutier Olga Ovtchinnikova Wendy Saschenbrecker Sandra Sassine | sabel team (v) | 7e        | 1ste ronde: V van Frankrijk: 22-45 5-8ste plek: V van Polen: 44-45 7-8ste plek: W van Zuid-Afrika: 45-16 |

### Schietsport
| Olympiër              | Onderdeel              | Resultaat | Prestatie                                              |
| --------------------- | ---------------------- | --------- | ------------------------------------------------------ |
| Johannes Sauer        | 50m geweer liggend (m) | 44e       | kwalificatie: 44ste met 587 punten (96-99-97-99-98-98) |
| Giuseppe di Salvatore | trap (m)               | 26e       | kwalificatie: 26ste met 112 punten (24-23-19-23-23)    |
| Giuseppe di Salvatore | dubbeltrap (m)         | 19e       | kwalificatie: 19de met 109 punten (24-23-19-23-23)     |
|                       |                        |           |                                                        |
| Avianna Chao          | 25m pistool (v)        | 41e       | kwalificatie: 41ste met 558 punten (94-95-88-96-92-83) |
| Avianna Chao          | 10m luchtpistool (v)   | 39e       | kwalificatie: 39ste met 370 punten (89-93-93-92)       |
| Susan Nattrass        | trap (v)               | 11e       | kwalificatie: 11de met 63 punten (22-23-18)            |

### Schoonspringen
| Olympiër                          | Onderdeel               | Resultaat | Prestatie                                                                                           |
| --------------------------------- | ----------------------- | --------- | --------------------------------------------------------------------------------------------------- |
| Alexandre Despatie                | 3m plank (m)            | Zilver    | voorronde: 9de met 453,60 punten halve finale: 2de met 518,75 punten finale: 2de met 536,65 punten  |
| Reuben Ross                       | 3m plank (m)            | 18e       | voorronde: 13de met 446,15 punten halve finale: 18de met 395,85 punten                              |
| Riley McCormick                   | 10m toren (m)           | 16e       | voorronde: 14de met 425,95 punten halve finale: 16de met 391,35 punten                              |
| Reuben Ross                       | 10m toren (m)           | 17e       | voorronde: 15de met 425,60 punten halve finale: 17de met 390,75 punten                              |
| Alexandre Despatie Arturo Miranda | 3m plank synchroon (m)  | 5e        | 409,29 punten                                                                                       |
|                                   |                         |           | |
| Jennifer Abel                     | 3m plank (v)            | 13e       | voorronde: 10de met 300,75 punten halve finale: 13de met 296,10 punten                              |
| Blythe Hartley                    | 3m plank (v)            | 4e        | voorronde: 3de met 350,60 punten halve finale: 10de met 324,60 punten finale: 4de met 374,60 punten |
| Émilie Heymans                    | 10m toren (v)           | 13e       | voorronde: 3de met 403,85 punten halve finale: 4de met 374,10 punten finale: 2de met 437,05 punten  |
| Marie-Ève Marleau                 | 10m toren (v)           | 7e        | voorronde: 17de met 296,50 punten halve finale: 7de met 335,25 punten finale: 7de met 332,10 punten |
| Meaghan Benfeito Roseline Filion  | 10m toren synchroon (v) | 7e        | 305,91 punten                                                                                       |

### Softbal
| Olympiër | Onderdeel | Resultaat | Prestatie |
| --- | --------- | --------- | --- |
| Lauren Bay Regula Alison Bradley Erin Cumpstone Danielle Lawrie Sheena Lawrick Caitlin Lever Robin Mackin Noemie Marin Melanie Matthews Erin McLean Dione Meier Kaleigh Rafter Jennifer Salling Megan Timpf Jennifer Yee | vrouwen   | Zilver    | groepsfase: 5de W van Chinees Taipei: 6-1 W van Nederland: 9-2 V van Verenigde Staten: 1-8 W van China: 1-0 V van Venezuela: 0-2 V van Australië: 0-4 V van Japan: 0-6 halve finale: W van Australië: 5-3 |

| Groepsfase |                  |             |             |             |    |    |     |        |
| #          | Land             | Wedstrijden | Wedstrijden | Wedstrijden |    |    |     | Punten |
| #          | Land             | G           | W           | V           |    |    |     | Punten |
| 1          | Verenigde Staten | 7           | 7           | 0           | 53 | 1  | +52 | 1000   |
| 2          | Japan            | 7           | 6           | 1           | 23 | 13 | +10 | .857   |
| 3          | Australië        | 7           | 5           | 2           | 30 | 11 | +19 | .714   |
| 4          | Canada           | 7           | 3           | 4           | 17 | 23 | −6  | .429   |
| 5          | China            | 7           | 2           | 5           | 19 | 21 | −2  | .286   |
| 6          | Chinees Taipei   | 7           | 2           | 5           | 10 | 23 | −13 | .286   |
| 7          | Venezuela        | 7           | 2           | 5           | 15 | 35 | −20 | .286   |
| 8          | Nederland        | 7           | 1           | 6           | 8  | 48 | −40 | .143   |

| Ronde        | Datum  | Plaats | Land | Score            | Land |
| ------------ | ------ | ------ | ---- | ---------------- | ---- |
| Groepsfase   |        |        |      |                  |      |
| 12 augustus  | Peking | Canada | 6-1  | Chinees Taipei   |      |
| 13 augustus  | Peking | Canada | 9-2  | Nederland        |      |
| 14 augustus  | Peking | Canada | 1-8  | Verenigde Staten |      |
| 15 augustus  | Peking | Canada | 1-0  | China            |      |
| 16 augustus  | Peking | Canada | 0-2  | Venezuela        |      |
| 17 augustus  | Peking | Canada | 0-4  | Australië        |      |
| 18 augustus  | Peking | Canada | 0-6  | Japan            |      |
| Halve finale |        |        |      |                  |      |
| 19 augustus  | Peking | Canada | 5-3  | Australië        |      |

### Synchroonzwemmen
| Olympiër | Onderdeel | Resultaat | Prestatie |
| --- | --------- | --------- | --- |
| Marie-Pier Boudreau Gagnon Isabelle Rampling | duet      | 6e        | kwalificatie: 6de technisch: 6de met 47,417 punten vrij: 6de met 47,333 punten totaal: 94,750 punten finale: technisch: 6de met 47,417 punten vrij: 6de met 47,667 punten totaal: 95,084 punten |
| Marie-Pier Boudreau Gagnon Jessika Dubuc Marie-Pierre Gagné Dominika Kopcik Eve Lamoureux Tracy Little Élise Marcotte Isabelle Rampling Jennifer Song | team      | 4e        | technisch: 5de met 47,584 punten vrij: 4de met 48,084 punten totaal: 95,668 punten |

### Taekwondo
| Olympiër          | Onderdeel | Resultaat | Prestatie |
| ----------------- | --------- | --------- | --- |
| Sébastien Michaud | -80kg (m) | 9e        | voorronde: W van PUR Román: 2-1 kwartfinale: V van AZE Ahmadov: 0-0                                                                   |
|                   |           |           | |
| Ivett Gonda       | -49kg (v) | 11e       | voorronde: V van SWE Zajc: 0-2 |
| Karine Sergerie   | -67kg (m) | Zilver    | voorronde: W van AUS Morgan: 0-0 kwartfinale: W van ARG Sánchez: 3-0 halve finale: W van PUR Ocasio: 3-0 finale: V van KOR Hwang: 1-2 |

### Tafeltennis
| Olympiër                                   | Onderdeel      | Resultaat | Prestatie |
| ------------------------------------------ | -------------- | --------- | --- |
| Pradeeban Peter-Paul                       | enkelspel (m)  | 65e       | voorronde: V van BRA Tsuboi: 3-4 (7-11, 6-11, 12-10, 7-11, 11-7, 11-9, 10-12)                                                          |
| Zhang Peng                                 | enkelspel (m)  | 49e       | voorronde: W van TRI St Louis: 4-0 (11-6, 11-7, 12-10, 11-4) 1ste ronde: V van JPN Kishikawa: 2-4 (9-11, 11-9, 6-11, 11-8, 5-11, 9-11) |
| Pradeeban Peter-Paul Shen Qiang Zhang Peng | dubbelspel (m) | 9e        | groep B: 4de V van Duitsland: 0-3 V van Kroatië: 0-3 V van Singapore: 0-3                                                              |
|                                            |                |           | |
| Judy Long                                  | enkelspel (v)  | 65e       | voorronde: V van VEN Ramos: 1-4 (11-5, 14-16, 8-11, 7-11, 9-11)                                                                        |
| Mo Zhang                                   | enkelspel (v)  | 49e       | voorronde: W van COL Medina: 4-0 (11-5, 11-5, 12-10, 11-8) 1ste ronde: V van BLR Kostromina: 0-4 (2-11, 7-11, 10-12, 1-11)             |

### Tennis
| Olympiër                        | Onderdeel      | Resultaat | Prestatie                                              |
| ------------------------------- | -------------- | --------- | ------------------------------------------------------ |
| Frank Dancevic                  | enkelspel (m)  | 33e       | 1ste ronde: V van SUI Wawrinka: 4-6, 6-3, 2-6          |
| Frédéric Niemeyer               | enkelspel (m)  | 33e       | 1ste ronde: V van ARG Cañas: 3-6, 2-4, opgave          |
| Daniel Nestor Frédéric Niemeyer | dubbelspel (m) | 9e        | 1ste ronde: V van GBR A Murray/J Murray: 4-6, 6-3, 4-6 |

### Triatlon
| Olympiër        | Onderdeel | Resultaat | Prestatie      |
| --------------- | --------- | --------- | -------------- |
| Colin Jenkins   | mannen    | 50e       | 1:56.50,85     |
| Paul Tichelaar  | mannen    | 28e       | 1:51.46,81     |
| Simon Whitfield | mannen    | Zilver    | 1:48.58,47     |
|                 |           |           |                |
| Lauren Groves   | vrouwen   | DNF       | niet gefinisht |
| Carolyn Murray  | vrouwen   | 29e       | 2:04.56,32     |
| Kathy Tremblay  | vrouwen   | 31e       | 2:05.23,49     |

### Voetbal
| Olympiër | Onderdeel | Resultaat | Prestatie |
| --- | --------- | --------- | --- |
| Candace Chapman Jonelle Filigno Martina Franko Robyn Gayle Randee Hermus Kara Lang Karina LeBlanc Diana Matheson Erin McLeod Jodi-Ann Robinson Clare Rustad Sophie Schmidt Christine Sinclair Melissa Tancredi Brittany Timko Amy Walsh Rhian Wilkinson Emily Zurrer | vrouwen   | 5e        | groep A: 3de W van Argentinië: 2-1 G van China: 1-1 V van Zweden: 1-2 kwartfinale: V van Verenigde Staten: 1-2 |

| Groep A |            |             |             |             |             |            |            |            |        |
| #       | Land       | Wedstrijden | Wedstrijden | Wedstrijden | Wedstrijden | Doelpunten | Doelpunten | Doelpunten | Punten |
| #       | Land       | G           | W           | G           | V           | V          | T          | Saldo      | Punten |
| 1       | China      | 3           | 2           | 1           | 0           | 5          | 2          | +3         | 7      |
| 2       | Zweden     | 3           | 2           | 0           | 1           | 4          | 3          | +1         | 6      |
| 3       | Canada     | 3           | 1           | 1           | 1           | 4          | 4          | 0          | 4      |
| 4       | Argentinië | 3           | 0           | 0           | 3           | 1          | 5          | −4         | 1      |

| Ronde       | Datum    | Plaats           | Land | Score  | Land |
| ----------- | -------- | ---------------- | ---- | ------ | ---- |
| Groepsfase  |          |                  |      |        |      |
| 6 augustus  | Tianjin  | Argentinië       | 1-2  | Canada |      |
| 9 augustus  | Tianjin  | Canada           | 1-1  | China  |      |
| 12 augustus | Peking   | Zweden           | 2-1  | Canada |      |
| Kwartfinale |          |                  |      |        |      |
| 15 augustus | Shanghai | Verenigde Staten | 2-1  | Canada |      |

### Waterpolo
| Olympiër | Onderdeel | Resultaat | Prestatie |
| --- | --------- | --------- | --- |
| Justin Boyd Devon Diggle Aaron Feltham Kevin Graham Brandon Jung Con Kudaba Thomas Marks Nathaniel Miller Kevin Mitchell Sasa Palamarevic Robin Randall Jean Sayegh Nic Youngblud | mannen    | 11e       | groep B: 6de V van Spanje: 6-16 V van Montenegro: 0-12 V van Australië: 5-8 V van Griekenland: 7-13 V van Hongarije: 3-12 7-12de plek: V van Italië: 11-13 11-12de plek: W van China: 8-7 |

| Groep B |             |             |             |             |             |        |        |        |        |
| #       | Land        | Wedstrijden | Wedstrijden | Wedstrijden | Wedstrijden | Punten | Punten | Punten | Punten |
| #       | Land        | G           | W           | G           | V           | V      | T      | Saldo  | Punten |
| 1       | Hongarije   | 5           | 4           | 1           | 0           | 60     | 36     | +24    | 9      |
| 2       | Spanje      | 5           | 4           | 0           | 1           | 52     | 34     | +18    | 8      |
| 3       | Montenegro  | 5           | 2           | 2           | 1           | 43     | 33     | +10    | 6      |
| 4       | Australië   | 5           | 2           | 1           | 2           | 45     | 40     | +5     | 5      |
| 5       | Griekenland | 5           | 1           | 0           | 4           | 39     | 56     | −17    | 2      |
| 6       | Canada      | 5           | 0           | 0           | 5           | 21     | 61     | −40    | 0      |

| Ronde        | Datum  | Plaats    | Land  | Score       | Land |
| ------------ | ------ | --------- | ----- | ----------- | ---- |
| Groepsfase   |        |           |       |             |      |
| 10 augustus  | Peking | Spanje    | 16-6  | Canada      |      |
| 12 augustus  | Peking | Canada    | 0-12  | Montenegro  |      |
| 14 augustus  | Peking | Australië | 8-5   | Canada      |      |
| 16 augustus  | Peking | Canada    | 7-13  | Griekenland |      |
| 18 augustus  | Peking | Hongarije | 12-3  | Canada      |      |
| 7-12de plek  |        |           |       |             |      |
| 20 augustus  | Peking | Canada    | 11-12 | Italië      |      |
| 11-12de plek |        |           |       |             |      |
| 22 augustus  | Peking | Canada    | 8-7   | China       |      |

### Wielersport
| Olympiër                    | Onderdeel        | Resultaat | Prestatie                                                                                |
| Baan                        | Baan             | Baan      | Baan                                                                                     |
| --------------------------- | ---------------- | --------- | ---------------------------------------------------------------------------------------- |
| Zachary Bell                | puntenkoers (m)  | 7e        | 27 punten                                                                                |
| Zachary Bell Martin Gilbert | ploegkoers (m)   | 12e       | 5 punten                                                                                 |
|                             |                  |           |                                                                                          |
| Zachary Bell                | puntenkoers (v)  | 9e        | 6 punten                                                                                 |
| BMX                         |                  |           |                                                                                          |
| Scott Erwood                | mannen           | 28e       | plaatsingsronde: 26ste in 37,050 kwartfinale 3: 8ste met 19 punten                       |
|                             |                  |           |                                                                                          |
| Scott Erwood                | vrouwen          | DNF       | plaatsingsronde: 13de in 39,137 halve finale 1: 4de met 14 punten finale: niet gefinisht |
| Mountaibike                 |                  |           |                                                                                          |
| Geoff Kabush                | mannen           | 20e       | 2:03.55                                                                                  |
| Seamus McGrath              | mannen           | 44e       | op 3 ronden                                                                              |
|                             |                  |           |                                                                                          |
| Catharine Pendrel           | vrouwen          | 4e        | 1:46.37                                                                                  |
| Marie-Hélène Prémont        | vrouwen          | DNF       | niet gefinishtµ                                                                          |
| Weg                         |                  |           |                                                                                          |
| Ryder Hesjedal              | tijdrit (m)      | 16e       | 1:05.42                                                                                  |
| Svein Tuft                  | tijdrit (m)      | 7e        | 1:04.39                                                                                  |
| Michael Barry               | wegwedstrijd (m) | 9e        | 6:24.05                                                                                  |
| Ryder Hesjedal              | wegwedstrijd (m) | 56e       | 6:34.26                                                                                  |
| Svein Tuft                  | wegwedstrijd (m) | 59e       | 6:34.26                                                                                  |
|                             |                  |           |                                                                                          |
| Alex Wrubleski              | tijdrit (v)      | 24e       | 39.15,42                                                                                 |
| Leigh Hobson                | wegwedstrijd (v) | 17e       | 3:32.52                                                                                  |
| Erinne Willock              | wegwedstrijd (v) | 37e       | 3:33.23                                                                                  |
| Alex Wrubleski              | wegwedstrijd (v) | 50e       | 3:39.36                                                                                  |

### Worstelen
| Olympiër          | Onderdeel   | Resultaat   | Prestatie |
| Vrije stijl       | Vrije stijl | Vrije stijl | Vrije stijl |
| ----------------- | ----------- | ----------- | --- |
| Saeed Azarbayjani | -60kg (m)   | 10e         | kwalificatie: vrij 1ste ronde: W van ARM Berberyan: 3-0 kwartfinale: V van IRI Mohammadi: 0-3                                                                            |
| Haislan Garcia    | -66kg (m)   | 16e         | kwalificatie: vrij 1ste ronde: V van IRI Taghavi: 1-3 |
| Matt Gentry       | -74kg (m)   | 18e         | kwalificatie: vrij 1ste ronde: V van GRE Bentinidis: 1-3 |
| Travis Cross      | -84kg (m)   | 15e         | kwalificatie: vrij 1ste ronde: V van TUR Balci: 1-3 |
| David Zilberman   | -96kg (m)   | 15e         | kwalificatie: vrij 1ste ronde: V van UZB Kurbanov: 1-3 |
|                   |             |             | |
| Carol Huynh       | -48kg (v)   | Goud        | kwalificatie: vrij 1ste ronde: W van AZE Stadnik: 3-1 kwartfinale: W van KOR Kim: 3-1 halve finale: W van KAZ Amanzhol: 3-1 finale: W van JPN Icho: 3-1                  |
| Tonya Verbeek     | -55kg (v)   | Brons       | kwalificatie: vrij 1ste ronde: W van MGL Otgonjargal: 3-0 kwartfinale: W van MDA Cristea: 3-1 halve finale: V van JPN Yoshida: 3-0 bronzen finale: W van SWE Nerell: 3-0 |
| Martine Dugrenier | -55kg (v)   | 5e          | kwalificatie: vrij 1ste ronde: W van HUN Sastin: 3-0 kwartfinale: W van CHN Xu: 3-1 halve finale: V van JPN Icho: 1-3 bronzen finale: V van USA Millar: 1-3              |
| Ohenewa Akuffo    | -72kg (v)   | 10e         | 1ste ronde: V van BUL Zlateva: 0-5 herkansingen: V van ESP Unda: 1-3 |
| Grieks-Romeins    |             |             | |
| Ari Taub          | -120kg (m)  | 16e         | kwalificatie: vrij 1ste ronde: V van HUN Deák-Bárdos: 1-3 |

### Zeilen
| Olympiër                                      | Onderdeel        | Resultaat | Prestatie                                       |
| --------------------------------------------- | ---------------- | --------- | ----------------------------------------------- |
| Zac Plavsic                                   | RS:X (m)         | 23e       | 211 punten: (23-25-22-21-30-12-26-12-29-11)     |
| Mike Leigh                                    | laser (m)        | 9e        | 137 punten: (13-23-26-5-4-3-28-2-19-14)         |
| Oliver Bone Stephane Locas                    | 470 (m)          | 29e       | 235 punten: (25-26-30-20-23-22-30-18-26-16)     |
|                                               |                  |           |                                                 |
| Nikola Girke                                  | RS:X (v)         | 17e       | 153 punten: (11-14-13-14-12-15-13-DNF-18-15)    |
| Lisa Ross                                     | laser radial (v) | 17e       | 140 punten: (16-23-13-11-7-9-29-25-7)           |
| Katie Abbott Martha Henderson Jennifer Provan | yngling (v)      | 13e       | 81 punten: (5-4-10-15-9-12-11-15)               |
|                                               |                  |           |                                                 |
| Chris Cook                                    | finn             | 5e        | 90 punten: (8-3-7-10-23-5-15-3-16)              |
| Gordon Cook Ben Remocker                      | 49er             | 14e       | 152 punten: (13-12-13-10-7-6-16-16-10-18-15-16) |
| Oskar Johansson Kevin Stittle                 | tornado          | 4e        | 76 punten: (8-3-9-9-1-15-11-12-2-2-4)           |

### Zwemmen
| Olympiër                                                                              | Onderdeel             | Resultaat | Prestatie                                                                          |
| ------------------------------------------------------------------------------------- | --------------------- | --------- | ---------------------------------------------------------------------------------- |
| Richard Hortness                                                                      | 50m vrije slag (m)    | 27e       | serie 10: 3de in 22,42                                                             |
| Joel Greenshields                                                                     | 100m vrije slag (m)   | 23e       | serie 8: 7de in 49,04                                                              |
| Brent Hayden                                                                          | 100m vrije slag (m)   | 11e       | serie 7: 1ste in 47,84 halve finale 2: 6de in 48,20                                |
| Brent Hayden                                                                          | 200m vrije slag (m)   | DNF       | serie 6: 2de in 1.46,40                                                            |
| Colin Russell                                                                         | 200m vrije slag (m)   | 14e       | serie 6: 3de in 1.46,58 halve finale 1: 7de in 1.48,13                             |
| Ryan Cochrane                                                                         | 400m vrije slag (m)   | 9e        | serie 5: 4de in 3.44,85 (NR)                                                       |
| Ryan Cochrane                                                                         | 1500m vrije slag (m)  | Brons     | serie 3: 1ste in 14.40,84 (NR) finale: 3de in 14.42,69                             |
| Jake Tapp                                                                             | 100m rugslag (m)      | 31e       | serie 5: 7de in 55,54                                                              |
| Keith Beavers                                                                         | 200m rugslag (m)      | 12e       | serie 6: 6de in 1.58,84 halve finale 2: 7de in 1.58,50                             |
| Tobias Oriwol                                                                         | 200m rugslag (m)      | 15e       | serie 3: 2de in 1.58,94 halve finale 1: 7de in 1.59,50                             |
| Mathieu Bois                                                                          | 100m schoolslag (m)   | 29e       | serie 5: 7de in 2.12,87                                                            |
| Mike Brown                                                                            | 100m schoolslag (m)   | 20e       | serie 6: 1ste in 2.09,84                                                           |
| Mathieu Bois                                                                          | 200m schoolslag (m)   | 29e       | serie 6: 4de in 1.01,45                                                            |
| Mike Brown                                                                            | 200m schoolslag (m)   | 4e        | serie 5: 1ste in 1.00,98                                                           |
| Joe Bartoch                                                                           | 100m vlinderslag (m)  | 34e       | serie 7: 7de in 52,90                                                              |
| Adam Sioui                                                                            | 100m vlinderslag (m)  | 39e       | serie 5: 6de in 53,38                                                              |
| Adam Sioui                                                                            | 200m vlinderslag (m)  | 25e       | serie 4: 8ste in 1.57,45                                                           |
| Keith Beavers                                                                         | 200m wisselslag (m)   | 7e        | serie 5: 4de in 1.59,19 (NR) halve finale 1: 5de in 1.59,43 finale: 7de in 1.59,43 |
| Brian Johns                                                                           | 200m wisselslag (m)   | 18e       | serie 6: 6de in 2.00,66                                                            |
| Keith Beavers                                                                         | 400m wisselslag (m)   | 9e        | serie 4: 4de in 4.12,75                                                            |
| Brian Johns                                                                           | 400m wisselslag (m)   | 7e        | serie 3: 2de in 4.11,41 (NR) finale: 7de in 4.13,48                                |
| Joel Greenshields Brent Hayden Richard Hortness Colin Russell Rick Say                | 4x100m vrije slag (m) | 6e        | serie 1: 4de in 3.13,68 finale: 6de in 3.12,26 (NR)                                |
| Brent Hayden Andrew Hurd Brian Johns Colin Russell Rick Say Adam Sioui                | 4x200m vrije slag (m) | 5e        | serie 1: 3de in 7.08,04 (NR) finale: 5de in 7.05,77 (NR)                           |
| Joe Bartoch Mike Brown Brent Hayden Jake Tapp                                         | 4x100m wisselslag (m) | 10e       | serie 2: 7de in 3.35,56                                                            |
|                                                                                       |                       |           |                                                                                    |
| Victoria Poon                                                                         | 50m vrije slag (v)    | 30e       | serie 9: 4de in 25,58                                                              |
| Erica Morningstar                                                                     | 100m vrije slag (v)   | 15e       | serie 7: 5de in 54,66 halve finale 1: 7de in 55,36                                 |
| Julia Wilkinson                                                                       | 100m vrije slag (v)   | DNF       | serie 7: 6de in 54,70                                                              |
| Stephanie Horner                                                                      | 200m vrije slag (v)   | 17e       | serie 4: 5de in 1.58,5 halve finale 1: 7de in 55,36                                |
| Geneviève Saumur                                                                      | 200m vrije slag (v)   | 25e       | serie 5: 8ste in 2.00,49                                                           |
| Stephanie Horner                                                                      | 400m vrije slag (v)   | 11e       | serie 6: 3de in 4.07,45                                                            |
| Savannah King                                                                         | 400m vrije slag (v)   | 19e       | serie 4: 6de in 4.11,49                                                            |
| Tanya Hunks                                                                           | 800m vrije slag (v)   | 23e       | serie 3: 7de in 8.38,05                                                            |
| Julia Wilkinson                                                                       | 100m rugslag (v)      | 12e       | serie 4: 1ste in 1.00,38 halve finale 1: 6de in 1.00,60                            |
| Lindsay Seemann                                                                       | 200m rugslag (v)      | 30e       | serie 3: 8ste in 2.15,07                                                           |
| Julia Wilkinson                                                                       | 200m rugslag (v)      | DNS       | serie 2: niet gestart                                                              |
| Annamay Pierse                                                                        | 100m schoolslag (v)   | 10e       | serie 5: 5de in 1.08,25 halve finale 2: 6de in 1.08,27                             |
| Jillian Tyler                                                                         | 100m schoolslag (v)   | 13e       | serie 5: 3de in 1.08,13 halve finale 1: 6de in 1.09,00                             |
| Annamay Pierse                                                                        | 200m schoolslag (v)   | 10e       | serie 4: 2de in 2.25,01 halve finale 2: 3de in 2.23,94 finale: 6de in 2.23,77 (NR) |
| Audrey Lacroix                                                                        | 100m vlinderslag (v)  | 28e       | serie 4: 7de in 59,10                                                              |
| Stephanie Horner                                                                      | 200m vlinderslag (v)  | 20e       | serie 3: 4de in 2.10,33                                                            |
| Jillian Tyler                                                                         | 200m vlinderslag (v)  | 13e       | serie 4: 5de in 2.08,54 halve finale 1: 6de in 2.09,74                             |
| Erica Morningstar                                                                     | 200m wisselslag (v)   | 19e       | serie 5: 7de in 2.15,11                                                            |
| Julia Wilkinson                                                                       | 200m wisselslag (v)   | 7e        | serie 3: 5de in 2.12,56 halve finale 2: 2de in 2.12,03 finale: 7de in 2.12,43      |
| Tanya Hunks                                                                           | 400m wisselslag (v)   | 20e       | serie 3: 6de in 4.40,63                                                            |
| Alexa Komarnycky                                                                      | 400m wisselslag (v)   | 29e       | serie 4: 8ste in 4.46,98                                                           |
| Jennifer Beckberger Audrey Lacroix Erica Morningstar Geneviève Saumur Julia Wilkinson | 4x100m vrije slag (v) | 8e        | serie 2: 4de in 3.38,82 finale: 8ste in 3.38,52                                    |
| Stephanie Horner Erica Morningstar Kevyn Peterson Geneviève Saumur Julia Wilkinson    | 4x200m vrije slag (v) | 10e       | serie 1: 4de in 7.56,26µ                                                           |
| Audrey Lacroix Erica Morningstar Annamay Pierse Julia Wilkinson                       | 4x100m wisselslag (v) | 7e        | serie 2: 5de in 4.02,13 finale: 7de in 4.01,35                                     |

Afghanistan · Albanië · Algerije · Amerikaanse Maagdeneilanden · Amerikaans-Samoa · Andorra · Angola · Antigua en Barbuda · Argentinië · Armenië · Aruba · Australië · Azerbeidzjan · Bahama's · Bahrein · Bangladesh · Barbados · België · Belize · Benin · Bermuda · Bhutan · Bolivia · Bosnië en Herzegovina · Botswana · Brazilië · Britse Maagdeneilanden · Bulgarije · Burkina Faso · Burundi · Cambodja · Canada · Centraal-Afrikaanse Republiek · Chili · China · Chinees Taipei · Colombia · Comoren · Congo-Brazzaville · Congo-Kinshasa · Cookeilanden · Costa Rica · Cuba · Cyprus · Denemarken · Djibouti · Dominica · Dominicaanse Republiek · Duitsland · Ecuador · Egypte · El Salvador · Equatoriaal-Guinea · Eritrea · Estland · Ethiopië · Fiji · Filipijnen · Finland · Frankrijk · Gabon · Gambia · Georgië · Ghana · Grenada · Griekenland · Groot-Brittannië · Guam · Guatemala · Guinee · Guinee‑Bissau · Guyana · Haïti · Honduras · Hongarije · Hongkong · Ierland · IJsland · India · Indonesië · Irak · Iran · Israël · Italië · Ivoorkust · Jamaica · Japan · Jemen · Jordanië · Kaaimaneilanden · Kaapverdië · Kameroen · Kazachstan · Kenia · Kirgizië · Kiribati · Koeweit · Kroatië · Laos · Lesotho · Letland · Libanon · Liberia · Libië · Liechtenstein · Litouwen · Luxemburg · Macedonië · Madagaskar · Malawi · Malediven · Maleisië · Mali · Malta · Marshalleilanden · Marokko · Mauritanië · Mauritius · Mexico · Micronesië · Moldavië · Monaco · Mongolië · Montenegro · Mozambique · Myanmar · Namibië · Nauru · Nederland · Nederlandse Antillen · Nepal · Nicaragua · Nieuw-Zeeland · Niger · Nigeria · Noord-Korea · Noorwegen · Oeganda · Oekraïne · Oezbekistan · Oman · Oostenrijk · Oost‑Timor · Pakistan · Palau · Palestina · Panama · Papoea-Nieuw-Guinea · Paraguay · Peru · Polen · Portugal · Puerto Rico · Qatar · Roemenië · Rusland · Rwanda · Saint Kitts en Nevis · Saint Lucia · Saint Vincent en Grenadines · Salomonseilanden · Samoa · San Marino · Sao Tomé en Principe · Saoedi-Arabië · Senegal · Servië · Seychellen · Sierra Leone · Singapore · Slovenië · Slowakije · Soedan · Somalië · Spanje · Sri Lanka · Suriname · Swaziland · Syrië · Tadzjikistan · Tanzania · Thailand · Togo · Tonga · Trinidad en Tobago · Tsjaad · Tsjechië · Tunesië · Turkije · Turkmenistan · Tuvalu · Uruguay · Vanuatu · Venezuela · Verenigde Arabische Emiraten · Verenigde Staten · Vietnam · Wit-Rusland · Zambia · Zimbabwe · Zuid-Afrika · Zuid-Korea · Zweden · Zwitserland
Uitgesloten van deelname: Brunei